# Pratt & Whitney JT8D
Pratt & Whitney JT8D är en turbofläktmotor, som introducerades av Pratt & Whitney i februari 1963. En modifierad variant av JT8D, Volvo RM8, tillverkades av Volvo Aero för Saab 37 Viggen.

## Användning
Motortypen har använts tillsammans med, enligt listan nedan (ej komplett):
- Boeing 707RE
- Boeing 727[2]
- Boeing 737 100 & 200[3]
- Dassault Mercures[4]
- Kawasaki C-1
- McDonnell Douglas DC-9[5]
- McDonnell Douglas MD-80-serien[6]
- McDonnell Douglas YC-15
- Northrop Grumman E-8C Joint STARS - single testbed only
- Sud Aviation Caravelle 10B, 10R, 11R, and 12[7]